# Kan 11
Kan 11 (in ebraico: כאן 11) è un canale televisivo pubblico israeliano nato nel 2017, edito dall'azienda radiotelevisiva pubblica Israeli Public Broadcasting Corporation. Il canale ha sostituito Channel 1, di proprietà dell'Israel Broadcasting Authority.
Ha iniziato le trasmissioni il 15 maggio 2017, contemporaneamente all'inizio delle attività del nuovo ente, che ha di fatto sostituito la IBA.
È uno dei sei canali televisivi che trasmettono via etere nel Paese (insieme a Keshet 12, Reshet 13, Makan 33 e Knesset Channel).
Dal 4 giugno al 3 agosto 2017, il canale ha trasmesso diversi contenuti dell'Israeli Educational Television.
Fin dal lancio ufficiale, Kan 11 trasmette i programmi in alta definizione. Nel novembre 2017, cominciò a trasmettere i suoi contenuti in 4K (Ultra HD) su un canale autonomo.